# Iglesia de San Martín (Aguilera)
La Iglesia de San Martín en Aguilera es un templo católico de mediados del siglo XII. Se halla en la ladera de un cerro sobre la que se asienta la población, por encima de esta, frente al valle del río Duero.
El templo está formado por una única nave con una galería porticada al sur, por donde se accede al edificio. En el extremo oriental del mismo se halla un ábside semicircular con bóveda de cañón. La galería está construida en sillería, mientras que el resto del templo es de mampostería. Al este de la galería se encuentra la torre de la iglesia.
La galería se sustenta sobre columnas con basa, que cuentan con capiteles decorados con motivos vegetales y animales.
La portada cuenta con cuatro arquivoltas de medio punto apoyadas en columnas, salvo la interior, que lo hace sobre jambas. Entre los motivos de los capiteles de las columnas de la puerta se pueden encontrar animales fantásticos (grifos, quimeras), aves, piñas o juglares.